# Миссия иезуитов Хесус-де-Таварангуэ

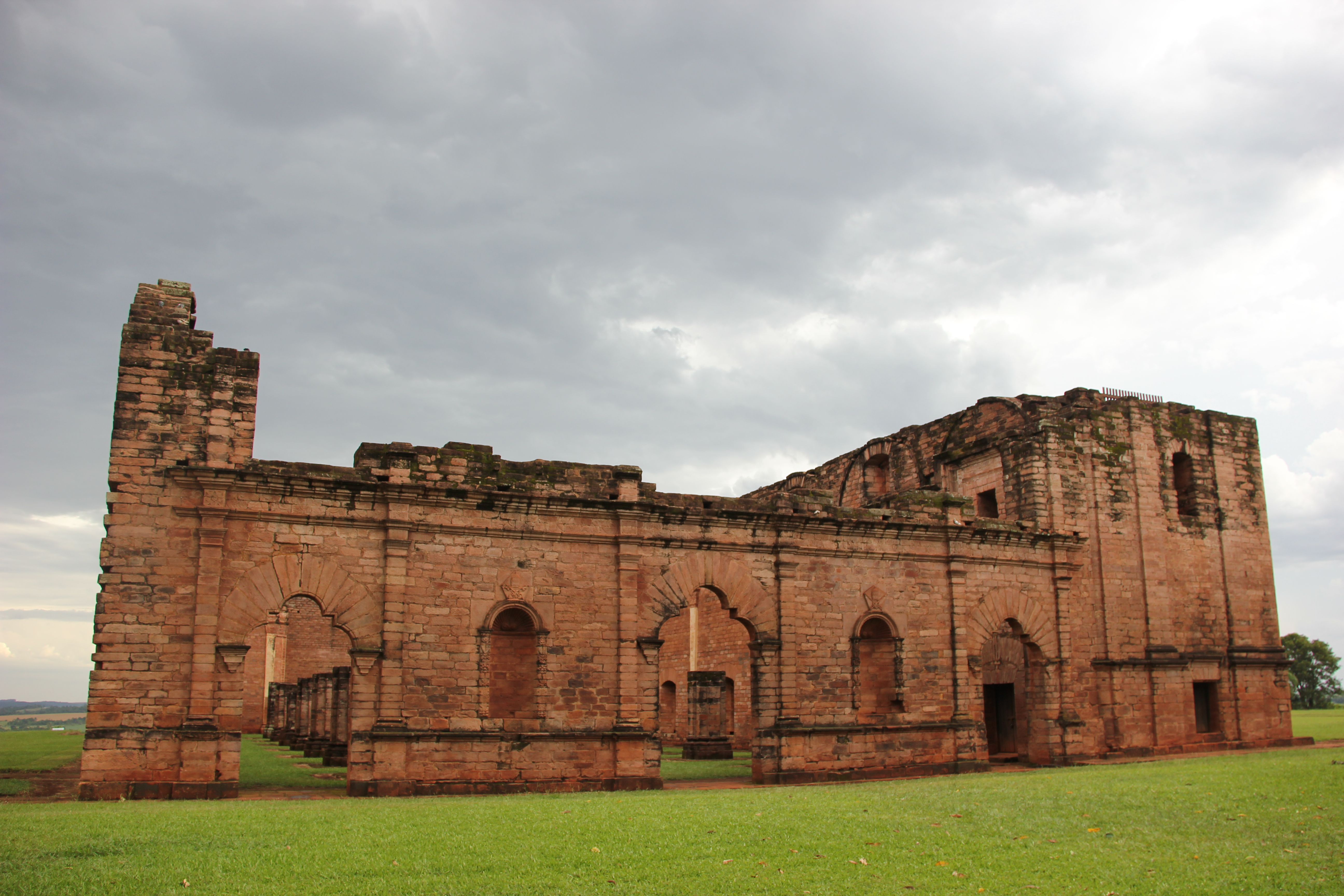
Руины двора миссии

 Миссия иезуитов Хесус-де-Таварангуэ  (исп. Jesús de Tavarangué) — миссионерский центр монашеского ордена иезуитов в Парагвае, исторический памятник, включённый в 1993 году совместно с миссией иезуитов Ла-Сантисима-Тринидад-де-Парана в список Всемирного наследия ЮНЕСКО.

## История
Миссию основал в 1678 году возле реки Мондей католический миссионер иезуит Херонимо Дельфин. После основания миссия неоднократно разрушалась бандейрантами — бразильскими охотниками за рабами. В настоящее время памятник находится в 38 километрах от города Энкарнасьон. В 1750 году население миссии составляло около 200 жителей. После изгнания иезуитов из Латинской Америки в 1768 году, миссия пришла в упадок.